# Boom Boom Satellites
BOOM BOOM SATELLITES (яп. ブンブンサテライツ Bun Bun Sateraitsu) — японский музыкальный дуэт, участниками которого являются Митиюки Кавасима и Масаюки Накано. Группа играет преимущественно в жанрах биг-бит и нью-скул-брейкс. Практически все альбомы группы вышли на лейбле Sony Music Entertainment Japan.

## История
Басист/DJ Масаюки Накано и гитарист/вокалист Митиюки Кавасима основали группу в 1990 году. Название группы они придумали ещё в университете, взяв за основу название песни «Boom Boom Satellite» группы Sigue Sigue Sputnik.
Дебютная запись группы вышла в 1995 на альбоме-сборнике, выпущенном Torema Records. Позже в этом же году бельгийская звукозаписывающая компания R&S Records выпустила их первый сингл в Европе. О группе пишет европейский журнал Melody Maker, который характеризует их музыку как комбинацию The Chemical Brothers и The Prodigy. Первого апреля 1998 года R&S Records выпускает первый альбом группы — 7 Ignitions/Auto Re-Birth. Boom Boom Satellites выступают на крупных фестивалях (Гластонбери, SXSW, Fuji Rock и др.), участвуют в концертных турах Fatboy Slim, Underworld и Моби.
В январе 2009 группа выпускает свой первый альбом-компиляцию 19972007. 26 мая 2010 выходит альбом To the Loveless, также была выпущена ограниченная версия с бонусным DVD. Позже в том же году BOOM BOOM SATELLITES едут в концертный тур по Северной Америке.
9 октября 2016 скончался Митиюки Кавасима. За четыре месяца до этого было анонсировано, что группа прекращает свою деятельность.

## Музыкальный стиль
Музыка группы может быть, по большей части, классифицирована как биг-бит или нью-скул-брейкс с сильным влиянием джаза.
Музыканты также активно используют электрогитары, что сближает их музыку с роком.

## Интересные факты
Песни группы использовались в различных фильмах, телепрограммах и рекламе:
- В 2004 году музыка с альбома Full of Elevating Pleasures попадает в саундтрек полнометражного аниме Appleseed;
- В 2005 году песня «What Goes Around Comes Around» с альбома Exposed используется в рекламе Dodge, а в 2007 году песня «Easy Action» включается в саундтрек полнометражного аниме Vexille[4].
- В 2008 году композиция «Scatterin' Monkey» с альбома Out Loud используется в саундтреке фильма «Тёмный рыцарь»; песня «Shut Up And Explode» становится открывающей композицией аниме-сериала Xam'd: Lost Memories;
- В 2012 году песня Another Perfect Day была использована в качестве саундтрека в фильме «Звёздный десант: Вторжение».
- В 2015 году песня Back in Black становится открывающей композицией аниме Ninja Slayer
- В 2016 году песня «LAY YOUR HANDS ON ME» становится открывающей композицией аниме Kiznaiver

## Дискография
| Студийные альбомы - Out Loud (1998) - Umbra (2001) - Photon (2002) - Full of Elevating Pleasures (2005) - On (2006) - Exposed (2007) - To the Loveless (2010) - Embrace (2013) - Shine Like a Billion Suns (2015) - Lay Your Hands On Me (2016) Мини-альбомы (EP) - Boom Boom Satellites (1997) (Demo album) - Joyride (1997) - 7 Ignitions/Auto Re-Birth (1998) Концертные альбомы - Experienced (2011) Сборники - 19972007 (2010) - Over and Over (2010) - Remixed (2012) | Синглы - «4 A Moment of Silence» (1997) - «Dub Me Crazy (Ver. 02)» (1997) - «Push Eject» (1998) - «On The Painted Desert — Rampant Colors» (1999) - «Fogbound» (2000) - «Sloughin' Blue» (2000) - «Soliloquy» (2001) - «Blink» (2002) - «Light My Fire/Soliloquy» (2003) - «Spine/Dive for You» (2004) - «Easy Action» (2005) - «Back On My Feet» (2009) - «Kick It Out (feat. Tahj Mowry and Flo Rida)» (2009) - «Broken Mirror» (2012) - «Another Perfect Day» (2012) DVD - Fuji Rock Festival '05 Live Cuts (2006) - Boom Boom Satellites Japan Tour '06 at Studio Coast (2007) - Boom Boom Satellites Japan Tour 2008 (2009) - Metamorphose 08 Live Cuts (2009) |